# Cory Cross
Cory Cross, född 3 januari 1971 i Lloydminster, Alberta, Kanada, är en kanadensisk professionell ishockeyspelare. Cross, som är back till positionen, draftades 1992 av Tampa Bay Lightning. Cory Cross har sedan NHL-debuten även spelat för New York Rangers, Toronto Maple Leafs, Edmonton Oilers, Pittsburgh Penguins och Detroit Red Wings. I juli 2006 skrev Cross på ett kontrakt med den tyska klubben Hamburg Freezers.